# Philarctus przewalskii
Philarctus przewalskii is een schietmot uit de familie Limnephilidae. De soort komt voor in het Palearctisch gebied.